# Лей, Джеффри
Джеффри Дональд «Джефф» Лей (англ. Jeffrey Donald "Jeff" Lay; род. 6 октября 1969, Оттава) — канадский гребец, выступавший за сборную Канады по академической гребле в период 1993—1999 годов. Серебряный призёр летних Олимпийских игр в Атланте, чемпион мира, обладатель двух серебряных медалей Панамериканских игр в Мар-дель-Плате, победитель и призёр регат национального значения.

## Биография
Джеффри Лей родился 6 октября 1969 года в Оттаве, Онтарио.
Во время учёбы в старшей школе Streetsville Secondary School играл за местную баскетбольную команду «Тайгерс», но затем перешёл в академическую греблю. Занимался греблей в Университете Западного Онтарио, выступал за университетский гребной клуб, неоднократно принимал участие в различных студенческих регатах. Позже проходил подготовку в Don Rowing Club в Миссиссоге.
Первого серьёзного успеха на взрослом международном уровне добился в сезоне 1993 года, когда вошёл в основной состав канадской национальной сборной и выступил на мировом первенстве в Рачице, где одержал победу в зачёте восьмёрок лёгкого веса.
На чемпионате мира 1994 года в Индианаполисе финишировал в лёгких безрульных четвёрках четвёртым.
В 1995 году на мировом первенстве в Тампере вновь был четвёртым в той же дисциплине. Кроме того, в этом сезоне побывал на Панамериканских играх в Мар-дель-Плате, откуда привёз награды серебряного достоинства, выигранные лёгких распашных двойках и четвёрках без рулевого.
Благодаря череде удачных выступлений удостоился права защищать честь страны на летних Олимпийских играх 1996 года в Атланте. В программе четвёрок лёгкого веса без рулевого в решающем заезде пришёл к финишу вторым, уступив около половины секунды команде из Дании, и тем самым завоевал серебряную олимпийскую медаль.
После атлантской Олимпиады Лей остался в составе гребной команды Канады на ещё один олимпийский цикл и продолжил принимать участие в крупнейших международных регатах. Так, в 1997 году в лёгких восьмёрках он выиграл бронзовую медаль на чемпионате мира в Эгбелете.
В 1998 году на мировом первенстве в Кёльне в лёгких безрульных четвёрках сумел квалифицироваться лишь в утешительный финал В и расположился в итоговом протоколе соревнований на 11 строке.
В 1999 году в восьмёрках лёгкого веса стал серебряным призёром на этапе Кубка мира в Люцерне и занял четвёртое место на домашнем мировом первенстве в Сент-Катаринсе.
За выдающиеся спортивные достижения был введён в Зал славы спорта Миссиссоги (2002) и Зал славы Университета Западного Онтарио (2006).
Завершив спортивную карьеру, Джеффри Лей работал бухгалтером. По состоянию на 2013 год занимал должность президента Trenton Rowing & Paddling Club.